# Српски фудбалски клубови у европским такмичењима 2011/12.
Српски фудбалски клубови у европским такмичењима 2011/12. имали су четири представника и то:
- Партизан у квалификацијама за Лигу шампиона од другог кола као првак из претходне сезоне;
- Црвена звезда у квалификацијама за Лигу Европе од трећег кола као другопласирани тим лиге;
- Војводина у квалификацијама за Лигу Европе од другог кола као трећепласирани тим лиге.
- Рад у квалификацијама за Лигу Европе од првог кола као четвртопласирани тим лиге;

## Партизан у УЕФА Лиги шампиона

### Друго коло квалификација
| Партизан                                                   | 4 : 0 Извештај | Шкендија |
| ---------------------------------------------------------- | -------------- | -------- |
| Вукић 48’ · Едуардо 58’ · Шћеповић 74’ · Бериша 76’ (а.г.) |                |          |

| Шкендија | 0 : 1 Извештај | Партизан     |
| -------- | -------------- | ------------ |
|          |                | Јованчић 68’ |

Партизан се укупним резултатом 5:0 пласирао у треће коло квалификација за Лигу шампиона.

### Треће коло квалификација
| Генк                              | 2 : 1 Извештај | Партизан  |
| --------------------------------- | -------------- | --------- |
| Восен 70’ (пен.) · Огунџими 90+2’ |                | Томић 65’ |

| Партизан  | 1 : 1 Извештај | Генк             |
| --------- | -------------- | ---------------- |
| Томић 40’ |                | Восен 58’ (пен.) |

Генк се укупним резултатом 3:2 пласирао у плеј-оф Лиге шампиона, док ће Партизан такмичење наставити у плеј-офу Лиге Европе.

## Партизан у УЕФА Лиги Европе

### Плеј оф
| Шамрок роверси | 1 : 1 Извештај | Партизан  |
| -------------- | -------------- | --------- |
| Мекејб 81’     |                | Томић 14’ |

| Партизан   | 1 : 2 Извештај | Шамрок роверси                    |
| ---------- | -------------- | --------------------------------- |
| Волков 35’ |                | Саливен 59’ · О'Донел 113’ (пен.) |

Шамрок се укупним резултатом 3:2 пласирао у групну фазу Лиге Европе.

## Црвена звезда у УЕФА Лиги Европе

### Треће коло квалификација
| Вентспилс     | 1 :2 Извештај | Црвена звезда                   |
| ------------- | ------------- | ------------------------------- |
| Вишнаковс 44’ |               | Калуђеровић 10’ · Мезенга 90+3’ |

| Црвена звезда                                                                           | 7 : 0 Извештај | Вентспилс |
| --------------------------------------------------------------------------------------- | -------------- | --------- |
| Мартинез 13’ (а.г.) · Калуђеровић 23’, 53’ · Лазовић 26’ · Борха 41’, 75’ · Мезенга 60’ |                |           |

Црвена звезда се укупним резултатом 9:1 пласирала у плеј оф рунду квалификација за Лигу Европе.

### Плеј-оф
| Црвена звезда   | 1 : 2 Извештај | Рен                        |
| --------------- | -------------- | -------------------------- |
| Каду 17’ (пен.) |                | Питроипа 41’ · Монтано 75’ |

| Рен                                                            | 4 : 0 Извештај | Црвена звезда |
| -------------------------------------------------------------- | -------------- | ------------- |
| Монтано 10’ · М’Вила 19’ (пен.) · М’Вила 85’ · Кембо-Екоко 90’ |                |               |

Рен се укупним резултатом 6:1 пласирао у групну фазу Лиге Европе.

## Војводина у УЕФА Лиги Европе

### Друго коло квалификација
| Вадуц | 0 : 2 Извештај | Војводина             |
| ----- | -------------- | --------------------- |
|       |                | Оумару 60’ · Илић 70’ |

| Војводина | 1 : 3 Извештај | Вадуц                               |
| --------- | -------------- | ----------------------------------- |
| Човић 88’ |                | Цветиновић 10’ · Меренда 47’, 90+6’ |

Вадуц се након укупног резултата 3:3 на основу правила о броју постигнутих голова на гостујућем терену пласирао у треће коло квалификација за Лигу Европе.

## Рад у УЕФА Лиги Европе

### Прво коло квалификација
| Рад                                                               | 6 : 0 Извештај | Тре Пене |
| ----------------------------------------------------------------- | -------------- | -------- |
| Станојевић 6’ (пен.), 13’ · Којић 9’, 48’ · Мркела 24’ · Пршо 66’ |                |          |

| Тре Пене    | 1 : 3 Извештај | Рад                             |
| ----------- | -------------- | ------------------------------- |
| Кардини 23’ |                | Којић 27’, 38’ · Станојевић 75’ |

Рад се укупним резултатом 9:1 пласирао у друго коло квалификација за Лигу Европе.

### Друго коло квалификација
| Рад | 0 : 1 Извештај | Олимпијакос Волос |
| --- | -------------- | ----------------- |
|     |                | Мартин 87’        |

| Олимпијакос Волос | 1 : 1 Извештај | Рад       |
| ----------------- | -------------- | --------- |
| Мартин 79’ (пен.) |                | Којић 47’ |

Олимпијакос Волос се укупним резултатом 2:1 пласирао у треће коло квалификација за Лигу Европе.

## Биланс успешности
|   | Екипа         | Такмичење     | Ута. | Поб. | Нер. | Пор. | ГД | ГП | Домет                       |
| - | ------------- | ------------- | ---- | ---- | ---- | ---- | -- | -- | --------------------------- |
| 1 | Партизан      | Лига шампиона | 4    | 2    | 1    | 1    | 7  | 3  | треће коло квалификација    |
|   | Партизан      | Лига Европе   | 2    | 0    | 1    | 1    | 2  | 3  | плеј оф рунда квалификација |
| 2 | Црвена звезда | Лига Европе   | 4    | 2    | 0    | 2    | 10 | 7  | плеј оф квалификација       |
| 3 | Војводина     | Лига Европе   | 2    | 1    | 0    | 1    | 3  | 3  | друго коло квалификација    |
| 4 | Рад           | Лига Европе   | 4    | 2    | 1    | 1    | 10 | 3  | друго коло квалификација    |